# Manuel Fernández de Castro y Menéndez Hevia

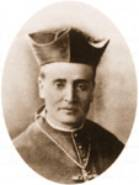
Manuel Fernández de Castro y Menéndez Hevia.

Manuel Fernández de Castro y Menéndez Hevia (Oviedo, 1834 - Mondoñedo, Lugo, 1905), fue un religioso y escritor asturiano, autor, entre otras obras, de la traducción al idioma asturiano del Evangelio de Mateo, publicado en Londres en 1861. 

## Biografía
Fernández de Castro y Menéndez Hevia fue catedrático de latín en el Seminario Conciliar de Oviedo. Se doctoró en teología y fue rector penitenciario de la catedral ovetense, así como fundador del Catecismo de Oviedo. En 1889 fue nombrado obispo de Mondoñedo, donde comenzó el seminario de la diócesis y el catecismo. Mientras tanto, mantuvo una actividad periodística en el diario carlista La Unidad, junto con bastantes dirigentes de ese partido en Asturias. También tradujo del latín diferentes textos religiosos. 
Además, escribió sobre temas de teología moral en diversas revistas eclesiásticas españolas y publicó dos libros sobre catequesis. En asturiano publicó abundantes poemas con los que alcanzó cierta popularidad. Su labor alcanzó el máximo reconocimiento con la traducción al asturiano del Evangelio de San Mateo, así como la bula del Papa Pío IX Ineffabilis, de 1854, en la que se define el misterio de la Inmaculada Concepción de María. 
De aquella primera edición del Evangelio se editaron 200 ejemplares, de los que sólo se conservan tres en la actualidad. Uno se encuentra en la Biblioteca Nacional de Madrid. Los otros dos están en manos privadas. 
La traducción de la bula está en la Ciudad del Vaticano, donde se envió en un códice, regalo del Estado español, y que contiene la Ineffabilis en sus versiones en asturiano, vasco, gallego, catalán y valenciano.
| Predecesor: Máximo Laguna y Villanueva | Presidente de la Real Sociedad Española de Historia Natural 1883 | Sucesor: Pedro Sainz Gutiérrez |

- Datos: Q4892132
- Multimedia: Manuel Fernández de Castro y Menéndez Hevia / Q4892132